# Aranza
Aranza är en ort i Mexiko.   Den ligger i kommunen Tangancícuaro och delstaten Michoacán de Ocampo, i den centrala delen av landet, 300 km väster om huvudstaden Mexico City. Aranza ligger 2 288 meter över havet och antalet invånare är 396.
Terrängen runt Aranza är huvudsakligen kuperad, men söderut är den bergig. Runt Aranza är det ganska tätbefolkat, med 111 invånare per kvadratkilometer. Närmaste större samhälle är Tangancícuaro de Arista, 17,7 km öster om Aranza. I omgivningarna runt Aranza växer i huvudsak blandskog.